# Byron Dafoe
Byron Jaromir Dafoe, född 25 februari 1971, är en brittisk-kanadensisk före detta professionell ishockeymålvakt som tillbringade 13 säsonger i den nordamerikanska ishockeyligan National Hockey League (NHL), där han spelade för ishockeyorganisationerna Washington Capitals, Los Angeles Kings, Boston Bruins och Atlanta Thrashers. Han släppte in i genomsnitt 2,69 mål per match och hade en räddningsprocent på .904 samt 26 SO (inte släppt in ett mål under en match) på 415 grundspelsmatcher.
Han draftades i andra rundan i 1989 års draft av Washington Capitals som 35:e spelare totalt.